# Burksiella benefica
Burksiella benefica är en stekelart som först beskrevs av Dozier 1932.  Burksiella benefica ingår i släktet Burksiella och familjen hårstrimsteklar. Inga underarter finns listade.